# ホレイショ・ウォルポール (初代ウォルポール男爵)

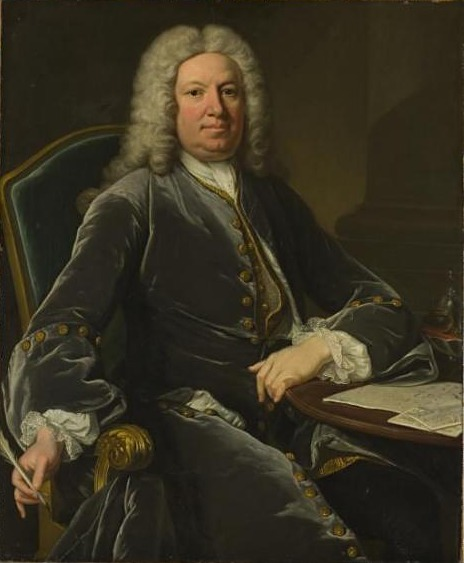
ジャン＝バティスト・ヴァン・ローによる肖像画、1745年作。

初代ウォルタートンのウォルポール男爵ホレイショ・ウォルポール（英語: Horatio Walpole, 1st Baron Walpole of Wolterton PC PC (Ire)、1678年12月8日 – 1757年2月5日）はグレートブリテン王国の外交官、政治家。イギリス首相ロバート・ウォルポールの弟にあたる。

## 生涯
ロバート・ウォルポール大佐（1650年 – 1700年）とメアリー・バーウェル（Mary Burwell、サー・ジェフリー・バーウェル）の息子、後にイギリス首相となるロバート・ウォルポールの弟として、1678年12月8日にハウトンで生まれた。1693年から1698年までイートン・カレッジで教育を受けた後、1698年にケンブリッジ大学キングス・カレッジに入学、1702年にフェロー（研究員）に選出され、1702年/1703年にB.A.の学位を、1713年にM.A.の学位を修得した。また、1700年10月2日にリンカーン法曹院に入学した。
1706年にスペイン駐在公使ジェームズ・スタンホープの秘書になり、翌年に財務大臣ヘンリー・ボイルの秘書に転じ（1708年2月に財務省事務次官に転じる）、1709年5月にはデン・ハーグで行われている講和会議に派遣されたイギリス特命全権公使の秘書に任命された。1708年よりホレイショを庶民院議員に当選させる動きがあったが、最終的に当選するのは1710年1月のロストウィシエル選挙区補欠選挙だった。1710年4月に国王親衛隊の下士官に任命されたが、同年の総選挙ではトーリー党が大勝したためホイッグ党員であるホレイショは落選、さらにボイルが罷免されたため事務次官の官職も失った。1712年には国王親衛隊の官職からも解任された。同年に庶民院議員である叔父ホレイショが官職を与えられ、キャッスル・ライジング選挙区の補選を行う必要が生じたときにもホレイショに立候補を勧める動きがあったが、このときは立候補せず叔父が再選され、1713年イギリス総選挙にようやく出馬してキャッスル・ライジング選挙区で当選した。1714年の会期中は兄ロバートとともに庶民院で活躍、兄がホイッグ党の指導者の1人だったのに対しホレイショ自身は外交を専門とした。
1714年8月にジョージ1世が即位すると、北部担当国務大臣タウンゼンド子爵の下で事務次官を務めたが、翌年に兄ロバート（当時は財務大臣）の副官（大蔵担当下級政務次官）に転じた。同1715年の総選挙でベア・アルストン選挙区に鞍替えして再選、同年にデン・ハーグ駐在公使を務めたが（1716年10月退任）、1717年にロバートが下野するとホレイショもそれに従い、一時は庶民院から離れたが、1718年12月にイースト・ロウ選挙区で当選して庶民院議員に復帰、1719年には貴族法案に反対する演説をした。1720年にアイルランド担当大臣になり、同年にアイルランド枢密院の枢密顧問官に任命された。1721年には兄ロバートが財務大臣に返り咲き、ホレイショも政務次官に復帰した。その後、1722年イギリス総選挙でグレート・ヤーマス選挙区に転じて再選された。
1723年、ロバートとタウンゼンド子爵によってパリに派遣され、以降昇格を繰り返して1727年には特命全権大使になった。パリではアンドレ＝エルキュール・ド・フルーリー枢機卿に取り入って英仏の友好を計らい（ジョージ1世が1727年に死去したときにフルーリー枢機卿から英仏友好を再確認する書簡を得て、新王ジョージ2世に外交政策を維持させた）、1728年のソワソン会議でイギリス代表を務めて1729年11月のセビリア条約にこぎつけた。
1730年にタウンゼンド子爵が辞任すると、ホレイショは帰国して財務大臣付き秘書も辞し、代わりに王室会計長官になり、同年11月12日にグレートブリテン枢密院の枢密顧問官に任命された。ホレイショが議会で兄ロバートを支えることを期待しての王室会計長官任命だったが、彼は議会で地位を築けず、1734年にはネーデルラント連邦共和国駐在イギリス大使として転出した（王室会計長官には留任）。同年に総選挙が行われ、ホレイショはノリッジ選挙区に鞍替えした。その後、外交に疲れて1739年に帰国、以降外交使節の官職に就くことはなくなった。
1741年に王室会計長官と引き換えに閑職の財務省出納官に就任した。1742年に兄ロバートが首相を辞任すると、庶民院で兄を弁護し、また兄を弁護するパンフレットを出版した。以降も議会での発言はあるもののまばらになり、『英国下院史』に至っては1754年のホレイショを「地上の死人」（the dead above ground）の1人とした。この時期のホレイショの主だった活動は叙爵を求めることであり、首相ニューカッスル公爵はそれに応じた。そして、ホレイショは1756年6月4日、グレートブリテン貴族であるウォルタートンのウォルポール男爵に叙された。
1757年2月5日に死去、長男ホレイショが爵位を継承した。

## 人物
ホレイショと同時代の人物である第2代ハーヴィー男爵はホレイショを「全ての能力において兄にとっては無用である。辞書としての能力以外は」と酷評した。

## 家族
1720年7月21日、メアリー・マグダレーン・ロンバード（Mary Magdalen Lombard、ピーター・ロンバードの娘）と結婚、4男5女を儲けた。
- ホレイショ（1723年 – 1809年） - 第2代ウォルポール男爵、後に初代オーフォード伯爵に叙爵
- メアリー（1726年2月25日 – ?） - 海軍軍人モーリス・サックリング（英語版）と結婚
- トマス（英語版）（1727年 – 1803年） - 銀行家、庶民院議員。子供あり
- リチャード（英語版）（1728年 – 1798年） - 庶民院議員。子供あり
- スーザン（1730年5月3日 – 1732年4月29日）
- ヘンリエッタ・ルイーサ（1731年11月28日 – 1824年6月）
- アン（1733年7月12日 – 1797年11月25日）
- キャロライン（1734年11月22日 – 1737年1月11日）
- ロバート（1736年 – 1810年） - 外交官

## 関連図書
- Ward, Adolphus William (1899). "Walpole, Horatio (1678-1757)" . In Lee, Sidney (ed.). Dictionary of National Biography (英語). Vol. 59. London: Smith, Elder & Co. pp. 166–170.